# Bassania acuminata
Bassania acuminata là một loài bướm đêm trong họ Geometridae.